# Kirił Gunew
Kirił Nikołow Gunew (bułg. Кирил Гунев, ur. 1887 w Kazanłyku, zm. 1949 w Sofii) – bułgarski prawnik, finansista i polityk, minister finansów (1935–1938), prezes Narodowego Banku Bułgarii (1938–1944).

## Życiorys
Urodził się w 1887 w Kazanłyku. W 1909 ukończył studia prawnicze w Paryżu. Po powrocie do kraju pracował jako sędzia Sądu Okręgowego w Sofii, a następnie jako konsultant prawny w ministerstwie finansów. W 1923 rozpoczął pracę w Narodowym Banku Bułgarii, awansując kilka lat później na stanowisko dyrektora wydziału. W 1935 objął kierownictwo resortu finansów w rządzie Georgi Kjoseiwanowa. Po odejściu z resortu 14 listopada 1938 objął stanowisko prezesa Narodowego Banku Bułgarii, które sprawował do jesieni 1944. W tym czasie deklarował ścisłą współpracę z III Rzeszą, czego konsekwencją było rosnące uzależnienie bułgarskiego banku od marki niemieckiej.
Po przejęciu władzy przez komunistów aresztowany i postawiony przed Trybunałem Ludowym, oskarżony o sabotaż i udział w zniewoleniu gospodarczym Bułgarii. Przed sądem nie przyznał się do winy. W marcu 1945 został skazany na 15 lat więzienia i grzywnę 200 tys. lewa. Zmarł w czasie odbywania kary w więzieniu sofijskim w 1949. Pochowany na Cmentarzu Centralnym w Sofii.